# 中国共产主义青年团山西省委员会
37°51′24″N 112°33′39″E / 37.85668°N 112.56086°E
中国共产主义青年团山西省委员会，简称共青团山西省委，是中国共产主义青年团在山西省的地方组织机构，接受中国共产党山西省委员会和中国共产主义青年团中央委员会的领导。主要负责青年工作。